# Arthur Nelissen
Pour les articles homonymes, voir Nelissen.
Arthur Nelissen (1879-1922) est un architecte éclectique d'origine néerlandaise dont l'activité s'est déroulée à Bruxelles en Belgique et qui y a construit une remarquable maison de style Art nouveau.

## Biographie
D'origine néerlandaise, Arthur Nelissen s'est installé à Bruxelles en 1879.[réf. nécessaire]
Il a construit de nombreuses maisons de style éclectique à Bruxelles avant la Première Guerre mondiale.
Mais il est surtout connu pour sa maison personnelle, dite Maison Nelissen, à Forest, superbe témoin de la tendance « Art nouveau géométrique », tendance initiée par Paul Hankar (par opposition à la tendance « Art nouveau floral » initiée par Victor Horta : voir Art nouveau en Belgique).

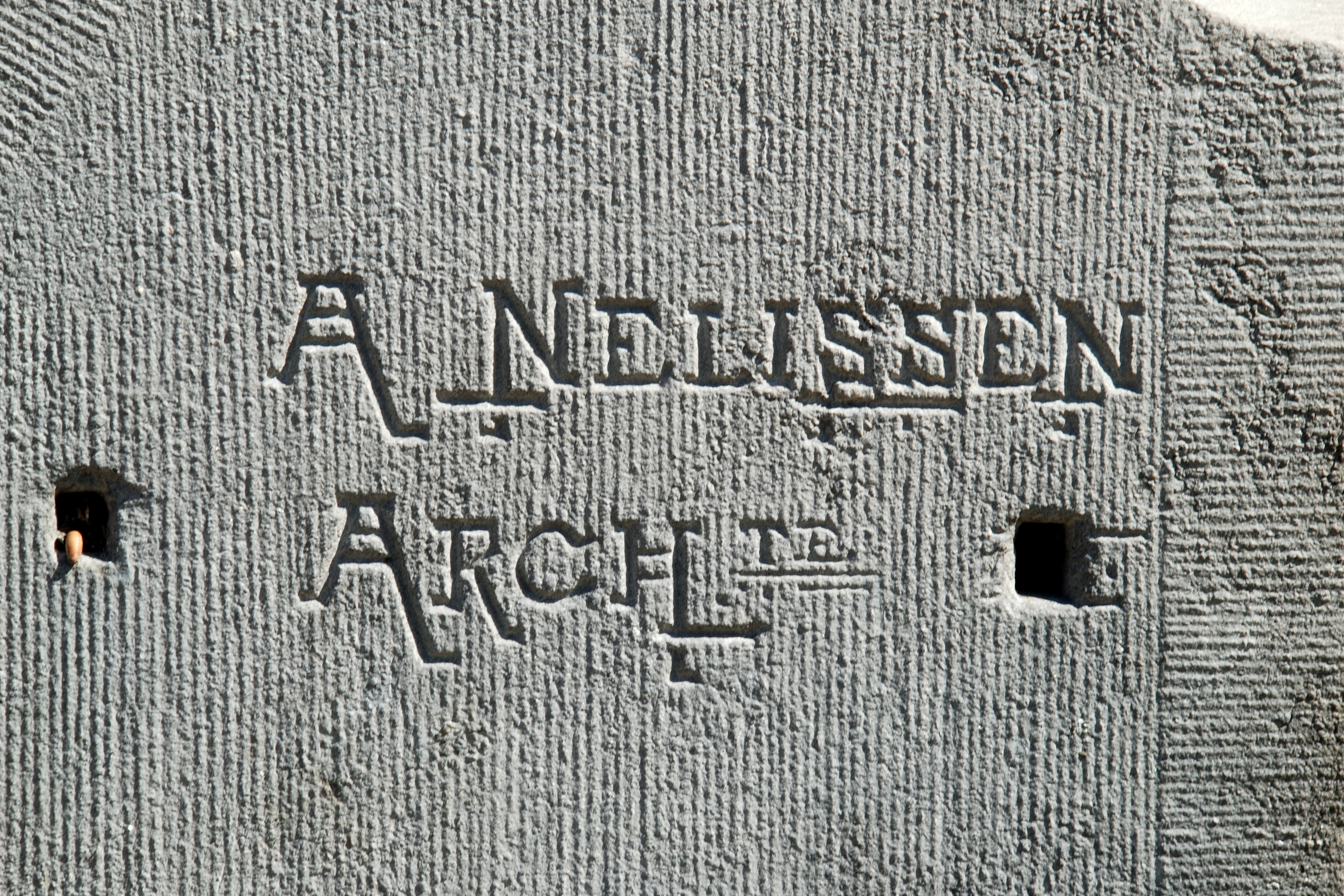
La signature de l'architecte

## Immeubles de style « Art nouveau géométrique »
- 1905 : Maison personnelle de Nelissen, avenue du Mont Kemmel n° 5 à Forest

## Immeubles de style éclectique teinté d'Art nouveau
- 1906 : Villa Rosa, avenue du Mont Kemmel, 4 à Forest [1]
- 1906 : rue Georges Moreau 162 et 164 à Anderlecht[2]
- 1910 : avenue Besme 80, à Forest
- 1910 : rue de Savoie, 91 à Saint-Gilles
- 1910 : avenue des Villas, 44 à Forest
- 1911 : rue Jean Robie, 39-41-41a à Saint-Gilles
- 1907 : avenue Paul Janson 22 à Anderlecht

## Immeubles de style éclectique
- 1911 : rue de Savoie, 89 à Saint-Gilles[1]
- 1911 : rue de Savoie, 93 (bow-window intéressant) à Saint-Gilles
- 1912 : rue Gustave Defnet, 31 à Saint-Gilles
- 1912 : rue Garibaldi, 45 à Saint-Gilles
- 1912 : rue Jean Robie, 17, 19, 21, 23 à Saint-Gilles
- 1912 : maison de Léontine Nelissen[3], avenue des Villas, 59 à Saint-Gilles
- 1913 : avenue Clémentine, 31 à Saint-Gilles
- 1914 : avenue Clémentine, 27 à Saint-Gilles